# IC 3258
IC 3258 је галаксија у сазвјежђу Дјевица која се налази на листи објеката дубоког неба у Индекс каталогу.
Деклинација објекта је + 12° 28' 43" а ректасцензија 12h 23m 44,5s. Привидна величина (магнитуда) објекта IC 3258 износи 13,0 а фотографска магнитуда 13,6. Налази се на удаљености од 16,8 милиона парсека од Сунца. IC 3258 је још познат и под ознакама UGC 7470, MCG 2-32-21, CGCG 70-42, IRAS 12211+1245, VCC 664, KUG 1221+127, PGC 40264.